# Войска национальной гвардии Российской Федерации
Войска национальной гвардии Российской Федерации (ВНГ России) — государственная военная организация в Российской Федерации, предназначенная для обеспечения государственной и общественной безопасности;преобразованы из Внутренних войск МВД России.
Входят в структуру Федеральной службы войск национальной гвардии Российской Федерации (Росгвардия).
День Войск национальной гвардии Российской Федерации — 27 марта.

## История

### Предыстория
Войска национальной гвардии Российской Федерации имеют исторические параллели с военизированными формированиями в истории России. В 1566 году в Русском царстве был сформирован отряд в 1000 человек, отобранных из «опричных» уездов (начало образования опричного войска). В дальнейшем число «опричников» достигло 6000 человек. В Опричное войско включались также и отряды стрельцов с опричных территорий. Но это не жильцы. Царь Иван Грозный ввёл для «охранения Москвы» институт так называемых «жильцов». По нарядам воевод на «житие в столицу» направлялись дворяне, которые составили войско численностью до 3000 человек, они сменялись каждые три месяца. Функции поддержания общественного порядка до 1565 года исполнялись опричниками. Затем из них царь создал особое «опричное войско». В дальнейшем, по южным городам тогдашнего Русского царства были размещены «жилые полки», которые служили своего рода пограничной стражей.
«Жилые полки» были заменены Петром Первым «гарнизонными войсками», особым типом войск, состоявшим из прежних городовых стрельцов, солдат, рейтаров и из неспособных (старых, женатых и тому подобное) к полевой службе людей новых регулярных полков. До этого времени их функции исполняли царская пехота и городовые казаки.
В 1811 году несколькими указами Александра I: от 16 и 17 января, и от 27 марта поэтапно были созданы подразделения с названием Инспекция внутренней стражи. 30 марта 1816 года (на основании указа «О именовании внутренней стражи Отдельным корпусом внутренней стражи») подразделения Инспекции внутренней стражи были сведены и переименованы в Отдельный корпус внутренней стражи (ОКВС),
1 (13) февраля 1817 года, в составе ОКВС, на основании утверждённого положения «Об учреждении жандармов внутренней стражи», были сформированы подразделения жандармов. Обязанности жандармов совпадали с обязанностями внутренней стражи, за исключением сбора податей и охраны присутственных мест и острогов.
В 1864 году в результате военной реформы Отдельный корпус внутренней стражи был упразднён и были созданы местные войска.
В 1836 году жандармские подразделения внутренней стражи были переданы в состав Корпуса жандармов, созданного ещё в 1827 году под эгидой III отделения Собственной Его Императорского Величества канцелярии. В результате чего Корпус жандармов реорганизован в Отдельный корпус жандармов, с созданием на территории Империи нескольких (сначала пять, потом восемь) жандармских округов.
Кра́сная гва́рдия — добровольные вооружённые отряды, создававшиеся территориальными партийными организациями РСДРП(б), союзными ей организациями, Советами рабочих депутатов и ревкомами для осуществления революции 1917 года в России, основная форма вооружённых организаций большевиков во время подготовки и осуществления Октябрьской революции и первых месяцев Гражданской войны. Отряды Красной гвардии общероссийского командования не имели, создавались и расформировывались решениями партийных и советских органов на местах. В июне 1918 года влилась в РККА.
После Октябрьской революции перед Советским государством остро встал вопрос организации внутренней безопасности. Требовалось создание государственных органов, которые смогли предотвратить как контрреволюционное движение, так и проводить борьбу с преступностью на подконтрольных ей территориях. С этой целью в период с января по март 1918 года создаются первые вооружённые отряды при ВЧК и чрезвычайных комиссиях на местах. Позже в марте 1918 года происходит объединение местных отрядов Народных комиссариатов в Боевые Отряды ВЧК.
10 июля 1934 года ЦИК СССР постановил создать общесоюзный Народный комиссариат внутренних дел (НКВД). Этим же постановлением Войска ОГПУ разделены на пограничную и внутреннюю охрану НКВД СССР, или внутренние войска (с 1946 года — МВД СССР). В период с 1 сентября 1939 года по 21 марта 1989 года Внутренние войска входили в структуру Вооружённых Сил СССР, а подчинялись Министерству внутренних дел СССР. 3 января 1960 года Совет Министров СССР упраздняет Министерство внутренних дел СССР, передав его функции министерствам внутренних дел союзных республик. Соответственно, Внутренние войска распределяются по союзным республикам и переходят в подчинение республиканских МВД по региональному принципу. С 1968 года Внутренние войска снова оказываются в структуре МВД СССР. 21 марта 1989 года указом Президиума Верховного Совета СССР Внутренние войска МВД СССР (наряду с Пограничными войсками КГБ СССР и Железнодорожными войсками) были выведены из состава Вооружённых Сил СССР. 25 декабря 1991 года в результате Распада СССР Внутренние войска МВД СССР прекращают своё существование. Части и соединения Внутренних войск вошли в состав Внутренних войск и Вооружённых сил государств-членов образовавшегося на постсоветском пространстве Содружества Независимых Государств.

### Внутренние войска МВД России
Внутренние войска МВД России созданы 24.09.1992 года с принятием закона Российской Федерации N 3534-1 «О внутренних войсках Министерства внутренних дел Российской Федерации» после распада СССР. В состав войск вошли все бывшие формирования Внутренних войск МВД СССР, дислоцированные на территории РСФСР.
Идея создания национальной гвардии возникла в начале 1990-х годов, об этом, в частности, телеканалу РБК сообщил вице-президент России (1991—1993) А. Руцкой.
2 апреля 2012 года появились сообщения о новой попытке создать национальную гвардию в России, подчинённой непосредственно Президенту Российской Федерации на базе Внутренних войск МВД России и других силовых структур, в том числе за счёт части сил и средств, входящих в армию, авиацию, флот и военную полицию Минобороны России, а также подразделений МЧС России.
Войска национальной гвардии Российской Федерации были преобразованы из Внутренних войск МВД России указом Президента Российской Федерации от 5 апреля 2016 года. Правовая основа деятельности Росгвардии регламентирована Федеральным законом РФ от 03.07.2016 № 226-ФЗ «О войсках Национальной гвардии Российской Федерации» (принят ГД РФ 22 июня 2016 года, одобрен СФ РФ 29 июня 2016 года, подписан Президентом РФ 3 июля 2016 года).

### Участие во вторжении на Украину
В ходе вторжения РФ на Украину, Росгвардию перебрасывали на оккупированные территории Украины для патрулирования и поддержания порядка. В начале российского нападения на Украину, из-за нарушенной логистики, Росгвардия, на некоторых направлениях, прибывала раньше, чем формирования вооружённых сил, в ходе чего колоны попадали под обстрелы и несли значительные потери, так понесены существенные потери под Киевом и на Харьковом направлении, в том числе понесли потери части ОМОН.
По данным Reuters, которые посетили город Буча под Киевом и опросили очевидцев, изучили фото-, видеодоказательства и документы, оставленные россиянами после отступления из Киевской области, военнослужащие 604-го ЦСН «Витязь» были среди сил, оккупировавших Бучу в начале 2022 года.
В результате неудачного штурма Киева и понесённых потерь, отмечались массовые отказы сотрудников Росгвардии от участия в войне, так самовольно вернулись обратно бойцы из Краснодара, Хакасии, Кабардино-Балкарии и Северной Осетии. Больше всего отказников — около 500 человек — вернулось в Кабардино-Балкарию. Отмечались случаи давления, угрозах уголовными делами и увольнения отказников, так в Краснодаре уволили командира взвода ОМОН и 11 его подчинённых из-за отказа воевать на Украине, силовики отказались принять участие в войне, сочтя приказ незаконным. В мае 2022 года в Нальчике прошли предварительные слушания по иску 115 сотрудников Нацгвардии, уволенных из-за отказа воевать против Украины.
На сентябрь 2022 года журналисты в открытых источниках нашли сведения как минимум о 245 погибших сотрудников Росгвардии, большая часть из них — сотрудники подразделений особого назначения (отряды спецназа, СОБР и ОМОН), почти каждый четвёртый имел офицерское звание, по меньшей мере 16 погибших росгвардейцев — обладатели крапового берета. Наибольшие потери личного состава понёс 26-й ОСпН «Барс» из Казани, погибли 10 его сотрудников, включая двух офицеров, схожие потери у отряда спецназа 25-й ОСпН «Меркурий» из Смоленска, также известно о 7 погибших 604-го ЦСН «Витязь» из Москвы. В июле 2022 года погибло 12 приехавших на ротацию бойцов сахалинского ОМОНа при обстреле города Стаханов в Луганской области.
По открытым источникам, на апрель 2023 года, погиб 451 сотрудник спецназа Росгвардии, на февраль 2024 года потери составили 544 человека.

## Задачи
На Войска национальной гвардии Российской Федерации возложено решение следующих основных задач:
- участие в охране общественного порядка, обеспечении общественной безопасности;
- охрана важных государственных объектов, специальных грузов, сооружений на коммуникациях в соответствии с перечнями, утверждёнными Правительством Российской Федерации;
- участие в борьбе с терроризмом и экстремизмом;
- участие в обеспечении режимов чрезвычайного положения, военного положения, правового режима контртеррористической операции;
- участие в территориальной обороне Российской Федерации;
- оказание содействия пограничным органам ФСБ России в охране Государственной границы России;
- федеральный государственный контроль (надзор) за соблюдением законодательства Российской Федерации в области оборота оружия и в области частной охранной деятельности, а также за обеспечением безопасности объектов топливно-энергетического комплекса, за деятельностью подразделений охраны юридических лиц с особыми уставными задачами и подразделений ведомственной охраны;
- охрана особо важных и режимных объектов, объектов, подлежащих обязательной охране Войсками национальной гвардии, в соответствии с перечнем, утверждённым Правительством Российской Федерации, охрана имущества физических и юридических лиц по договорам.
- обеспечение по решению Президента Российской Федерации безопасности высших должностных лиц субъектов Российской Федерации (руководителей высших исполнительных органов государственной власти субъектов Российской Федерации) и иных лиц.

На Войска национальной гвардии могут быть возложены иные задачи решениями Президента Российской Федерации, принятыми в соответствии с федеральными конституционными законами и федеральными законами.

## Структура
Войска национальной гвардии Российской Федерации преобразованы из Внутренних войск МВД России с сохранением структуры ВВ МВД России и возглавляются директором Росгвардии — главнокомандующим войсками национальной гвардии Российской Федерации.
До 2018 года запланирован переход на военную службу в войска национальной гвардии сотрудников, проходящих службу в спецподразделениях СОБР и ОМОН территориальных органов МВД России, центра специального назначения сил оперативного реагирования и авиации МВД России, которые находились в оперативном подчинении МВД России и соответствующих руководителей территориальных органов МВД России. В ходе организационно-штатных мероприятий особое внимание при реорганизации в войска национальной гвардии будет уделяться высшему государственному образованию офицеров МВД России, их дипломам, факультетам (специальностям) и учебным заведениям.
Указом Президента Российской Федерации, штатная численность центрального аппарата Росгвардии составляет 2100 сотрудников.

### Округа войск национальной гвардии
Для управления воинскими частями (подразделениями) действуют округа войск национальной гвардии по территориям, как правило, одноимённых федеральных округов России.
Исключение составляет Восточный округ войск национальной гвардии, который управляет воинскими частями (подразделениями), дислоцированными на территории Дальневосточного федерального округа.
Названия округов и города, в которых они дислоцируются:
- Центральный Оршанско-Хинганский ордена Жукова Краснознамённый округ Войск национальной гвардии — Москва
- Северо-Западный ордена Красной Звезды округ Войск национальной гвардии — Санкт-Петербург
- Приволжский ордена Жукова округ Войск национальной гвардии — Нижний Новгород
- Южный ордена Жукова округ Войск национальной гвардии — Ростов-на-Дону
- Северо-Кавказский ордена Жукова округ Войск национальной гвардии — Пятигорск
- Уральский округ Войск национальной гвардии — Екатеринбург
- Сибирский ордена Жукова округ Войск национальной гвардии — Новосибирск
- Восточный округ Войск национальной гвардии — Хабаровск

### Части (организации) центрального подчинения

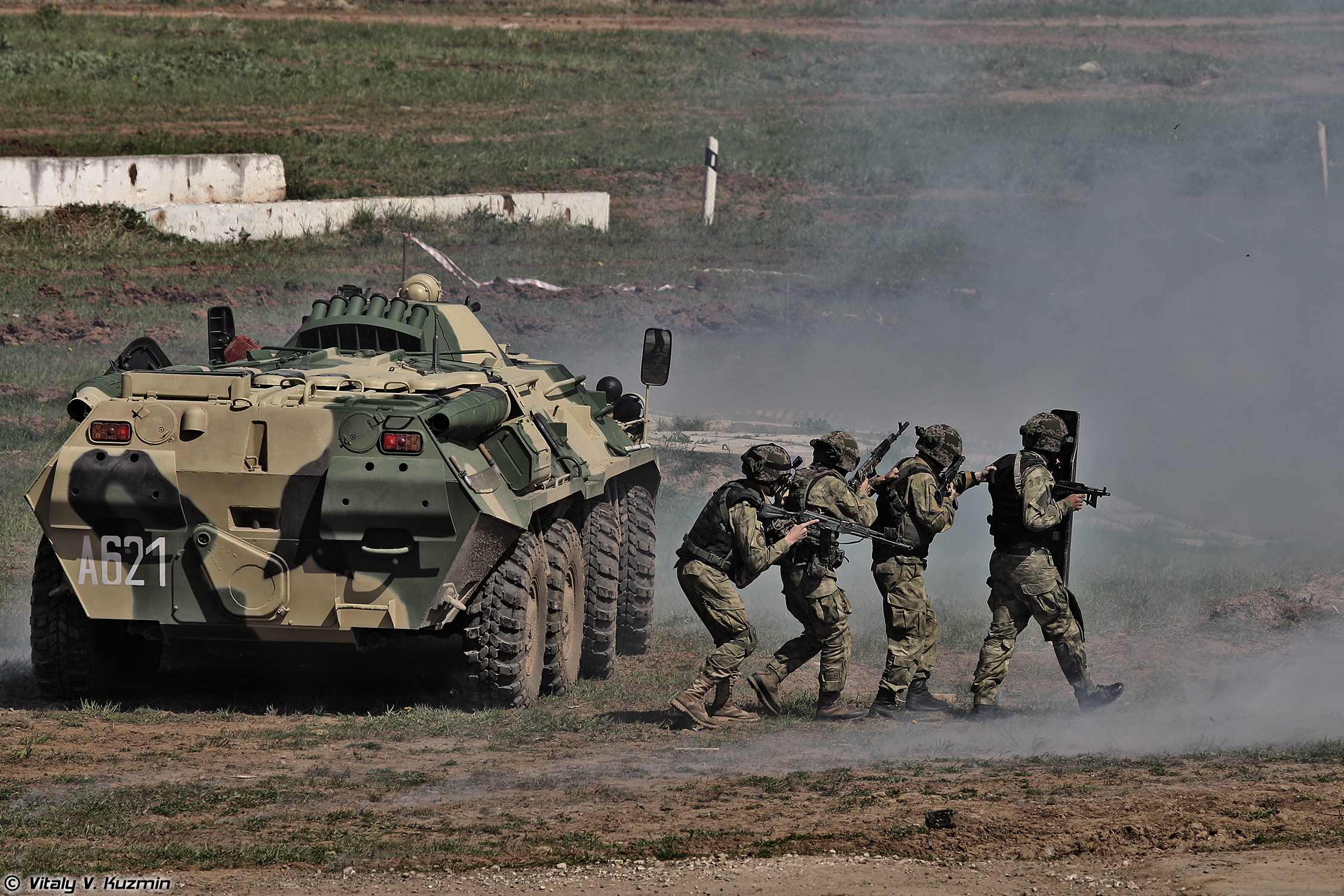
Показательная тренировка, военнослужащие 604-го ЦСН «Витязь» штурмуют здание, 2017 год

В состав войск Национальной гвардии Российской Федерации центрального подчинения входят следующие части (организации):
- Центральный командный пункт войск национальной гвардии.
- Центральный узел связи (ЦУС) Главного командования войск национальной гвардии, в/ч 3472 (Московская область, Пушкинский р-н, п. Ашукино).
- Центр инженерно-технического обеспечения (ЦИТО) Главного командования войск национальной гвардии, в/ч 6686 (Московская область, г. Балашиха).
- Главный военный клинический госпиталь войск национальной гвардии, в/ч 3178 (Московская область, г. Балашиха).
- 70-й отдельный смешанный авиационный полк особого назначения, в/ч 3694 (Калужской область, п. Ермолино): 6 ед. Ми-8МТВ-2, 4 ед. Ми-24П, 3 ед. Ми-26 (№ 26, № 27, № 30), 6 ед. Ил-76, Ан-12, Ан-26.
- 3-я отдельная смешанная авиационная эскадрилья специального назначения, в/ч 3553 (Московская область, Щелковский р-н, г. Щелково, аэродром Чкаловский): 4 ед. Ми-8МТВ-2, 1 ед. Ан-72, 3 ед. Ту-134, 3 ед. Ту-154.

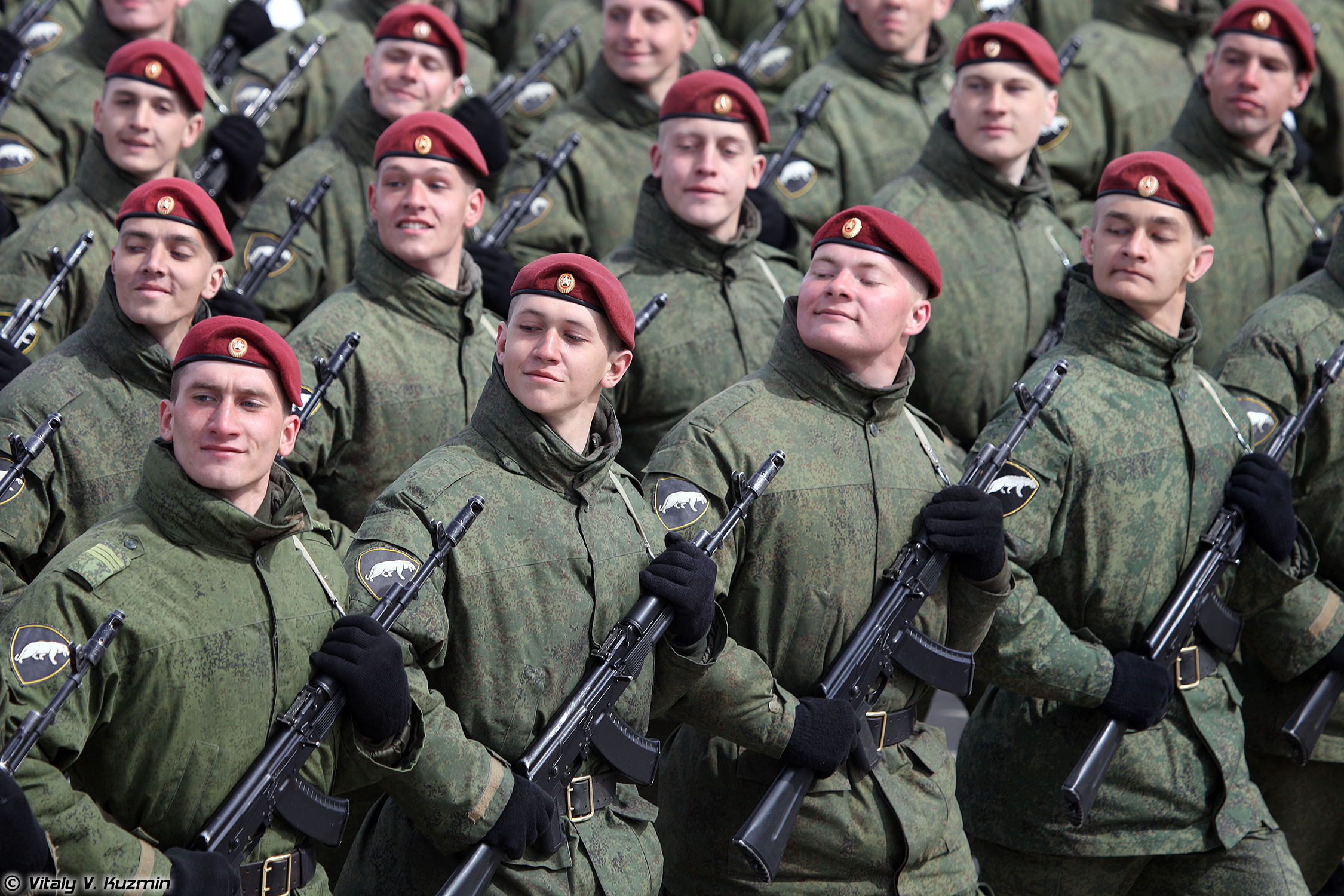
ОДОН на репетиции Парада Победы 2017 года

- Академический ансамбль песни и пляски войск национальной гвардии Российской Федерации.
- Образцово-показательный оркестр войск национальной гвардии Российской Федерации.
- Федеральное государственное казенное учреждение культуры «Центральный музей войск национальной гвардии Российской Федерации».
- Научный центр стратегических исследований Федеральной службы войск национальной гвардии Российской Федерации.
- Центральный архив войск национальной гвардии Российской Федерации.
- Центр государственной экспертизы объектов Федеральной службы войск национальной гвардии Российской Федерации.
- Главный центр информационных технологий войск национальной гвардии Российской Федерации.
- Отдельная орденов Суворова, Жукова, Ленина и Октябрьской Революции Краснознамённая дивизия оперативного назначения имени Ф. Э. Дзержинского (ОДОН).

### Дивизии по охране общественного порядка
- 55-я дивизия (Московское соединение по охране общественного порядка) Росгвардии (в/ч 5401, Москва)

### Дивизии по охране ВГО и СГ
- 93-я ордена Красной Звезды дивизия охраны ВГО и СГ Росгвардии (в/ч 3273, Озерск)
- 94-я Краснознаменная ордена Жукова дивизия охраны ВГО и СГ Росгвардии (в/ч 3274, Саров)
- 95-я дивизия охраны ВГО и СГ Росгвардии (в/ч 3272, Москва)
- 96-я дивизия охраны ВГО и СГ Росгвардии (в/ч 3469, Екатеринбург)
- 98-я дивизия охраны ВГО и СГ Росгвардии (в/ч 3478, Северск)

### Бригады оперативного назначения
- 21-я отдельная бригада оперативного назначения (21 оброн), в/ч 3641 (пгт Софрино);
- 22-я отдельная бригада оперативного назначения (22 оброн), в/ч 3642 (г. Калач-на-Дону);
- 33-я отдельная бригада оперативного назначения (33 оброн), в/ч 3526 (пгт Лебяжье);
- 34-я отдельная бригада оперативного назначения (34 оброн), в/ч 3671 (д. Шумилово);
- 46-я отдельная бригада оперативного назначения (46 оброн), в/ч 3025 (г. Грозный);
- 47-я отдельная бригада оперативного назначения (47 оброн), в/ч 3702 (г. Краснодар); расформирована 31 октября 2017[32]
- 49-я отдельная бригада оперативного назначения (49 оброн), в/ч 3748 (г. Владикавказ);
- 50-я отдельная бригада оперативного назначения (50 оброн), в/ч 3660 (п. Казачьи Лагери);
- 102-я отдельная бригада оперативного назначения (102 оброн), в/ч 6752 (г. Махачкала);
- 111-я отдельная бригада оперативного назначения (111 оброн), в/ч 6882 (г. Хабаровск); расформирована 30 марта 2018
- 112-я отдельная бригада оперативного назначения (112 оброн), в/ч 6914 (г. Симферополь)[33]; расформирована 15 ноября 2019
- 116-я отдельная бригада особого назначения[34] (116 обросн), в/ч н/д (н/д)

### Бригады и полки войск национальной гвардии
- 1-й учебный центр Росгвардии (в/ч 3701, п. Персиановский)
- 102-й специальный моторизованный полк Росгвардии (в/ч 5128, Москва)
- 104-й специальный моторизованный полк Росгвардии (в/ч 5129, Москва)
- 107-й специальный моторизованный полк Росгвардии (в/ч 3747, Москва); расформирован 22 ноября 2023
- 109-й специальный моторизованный полк Росгвардии (в/ч 5126, Москва)
- 110-й учебный инженерно-саперный полк Росгвардии (в/ч 5134, Сыктывкар)
- 121-й полк оперативного назначения Росгвардии (в/ч 3723, Нальчик)
- 124-й полк Росгвардии (в/ч 3705, Сосновый Бор)
- 126-й полк Росгвардии (в/ч 3718, Назрань)
- 127-й специальный моторизованный («олимпийский») полк Росгвардии (в/ч 3662, Сочи)
- 138-й полк Росгвардии (в/ч 3275, Лесной)
- 140-й артиллерийский полк Росгвардии (в/ч 3761, ст. Наурская)
- 141-й специальный моторизованный полк имени Героя РФ Ахмата-Хаджи Кадырова «Север» Росгвардии (в/ч 4156, Грозный)
- 143-й полк оперативного назначения Росгвардии (в/ч 6910, п. Казачьи Лагери)
- 144-й специальный моторизованный полк Росгвардии (в/ч 6915, Керчь)[35]
- 147-й полк Росгвардии (в/ч 6778, Грозный)
- 15-й центр подготовки личного состава (524-й учебно-резервный полк) Росгвардии (в/ч 6622, Тольятти)
- 2-й специальный моторизованный Измайловский полк Росгвардии[36][37] (в/ч 5402, Санкт-Петербург)
- 236-й Минский орденов Кутузова и Александра Невского полк охраны и обеспечения Росгвардии (в/ч 7456, Москва)
- 30-й отдельный специальный полк радиоэлектронной разведки «Святогор» Росгвардии (в/ч 5559, Ставрополь)
- 4-й учебный центр Росгвардии (в/ч 6821, д. Пеники)
- 42-й отдельный моторизованный полк оперативного назначения Росгвардии (в/ч 6916, Севастополь)
- 42-й полк Росгвардии (в/ч 3445, Озерск)
- 43-й полк Росгвардии (в/ч 3450, Саров)
- 44-й полк Росгвардии (в/ч 3481, Северск)
- 503-й полк Росгвардии (в/ч 6549, Москва)
- 684-й полк Росгвардии (в/ч3466, Ангарск)
- 543-й полк Росгвардии (в/ч 3280, Новоуральск)
- 545-й полк Росгвардии (в/ч 3246, Озерск)
- 546-й полк Росгвардии (в/ч 3442, Трехгорный)
- 547-й учебный ордена Красной Звезды полк Росгвардии (в/ч 3270, Электросталь)
- 555-й полк Росгвардии (в/ч 3287, Новосибирск)
- 556-й полк Росгвардии (в/ч 3377, Железногорск)
- 557-й полк Росгвардии (в/ч 3476, Красноярск)
- 561-й полк Росгвардии (в/ч 3424, Дзержинск)
- 562-й полк Росгвардии (в/ч 3468, Снежинск)
- 563-й полк Росгвардии (в/ч 3484, Бийск)
- 591-й полк Росгвардии (в/ч 3382, Обнинск)
- 592-й полк Росгвардии (в/ч 3480, Северск)
- 594-й отдельный мотострелковый полк особого назначения (ОМСПОН) Росгвардии (в/ч 3473, Заречный)
- 601-й кинологический центр Росгвардии (в/ч 3059, Тюмень)
- 620-й полк Росгвардии (в/ч 3474, Екатеринбург)
- 63-й полк Росгвардии (в/ч 3695, Ангарск)
- 637-й учебный Краснознаменный полк Росгвардии (в/ч 6716, п. Лемболово)
- 656-й полк оперативного назначения Росгвардии (в/ч 6720, Рубцовск)
- 674-й полк оперативного назначения Росгвардии (в/ч 3737, Моздок)
- 681-й специальный моторизованный полк Росгвардии (в/ч 3792, Москва)
- 683-й отдельный полк связи Росгвардии (в/ч 5583, Москва)
- 687-й полк Росгвардии (в/ч 3795, Москва)
- 8-й учебный центр горной подготовки специального назначения «Хацавита» Росгвардии (в/ч 6896, ст. Ахметовская)
- 86-й специальный моторизованный полк Росгвардии (в/ч 5561, Казань)
- 88-й учебный полк Росгвардии (в/ч 7543, Омск)
- 94-й полк оперативного назначения Росгвардии (в/ч 6779, Урус-Мартан)
- 96-й полк оперативного назначения Росгвардии (в/ч 6780, Гудермес)
- Полк специального назначения Росгвардии (в/ч 3452, Саров)
- Полк Росгвардии (в/ч 7629, Каспийск)
- Полк специальных частей Росгвардии (в/ч 3426, Пермь)
- Специальный моторизованный полк Росгвардии (в/ч 6917, Симферополь)[38]

### Отдельные батальоны и роты войск национальной гвардии
- 164-й отдельный батальон Росгвардии (в/ч 3678, с. Богданово)
- 165-й отдельный батальон Росгвардии (в/ч 3679, Удомля)
- 170-й отдельный батальон Росгвардии (в/ч 3504, Волгодонск)
- 184-й отдельный батальон связи Росгвардии (в/ч 3698, Новосибирск)
- 213-й отдельный батальон связи Росгвардии (в/ч 3727, Санкт-Петербург)
- 214-й отдельный батальон связи Росгвардии (в/ч 3728, Екатеринбург)
- 230-й краснознаменный батальон (полк) охраны и обеспечения Росгвардии (в/ч 7405, Ростов-на-Дону)
- 243-й отдельный батальон связи Росгвардии (в/ч 3773, Владикавказ)
- 244-й отдельный батальон связи Росгвардии (в/ч 3774, Пятигорск)
- 249-й отдельный специальный моторизованный батальон «Юг» Росгвардии (в/ч 4157, с. Ведено)
- 262-й отдельный батальон охраны и обеспечения Росгвардии (в/ч 7408, Нижний Новгород)
- 271-й отдельный батальон связи Росгвардии (в/ч 5578, с. Ближнее Борисово)
- 28-й отдельный батальон Росгвардии (в/ч 3448, Озерск)
- 281-й отдельный инженерно-саперный батальон Росгвардии (в/ч 5588, Зеленокумск)
- 285-й отдельный батальон специального назначения Росгвардии (в/ч 3644, Полярные Зори)
- 319-й отдельный батальон по охране и обеспечению учебных центров ОДОН Росгвардии (в/ч 3058, Балашиха)
- 335-й отдельный батальон оперативного назначения Росгвардии (в/ч 7605, Екатеринбург)
- 336-й отдельный батальон охраны и обеспечения Росгвардии (в/ч 7482, Хабаровск)
- 343-й отдельный батальон материального обеспечения Росгвардии (в/ч 6770, Моздок)
- 344-й отдельный комендантский батальон ОДОН Росгвардии (в/ч 6771, Балашиха)
- 353-й отдельный батальон связи Росгвардии (в/ч 6784, Грозный)
- 354-й отдельный инженерно-сапёрный батальон Росгвардии (в/ч 6785, Грозный)
- 355-й отдельный ремонтно-восстановительный батальон Росгвардии (в/ч 6786, Грозный)
- 356-й отдельный батальон материального обеспечения Росгвардии (в/ч 6787, Грозный)
- 357-й отдельный медицинский батальон Росгвардии (в/ч 6788, Грозный)
- 358-й отдельный батальон оперативного назначения Росгвардии (в/ч 6776, Грозный)
- 362-й отдельный батальон оперативного назначения Росгвардии (в/ч 3754, с. Чермен)
- 374-й отдельный батальон Росгвардии (в/ч 3411, с. Чугуевка)
- 375-й отдельный батальон оперативного назначения Росгвардии (в/ч 6688, Астрахань)
- 376-й отдельный батальон оперативного назначения Росгвардии (в/ч 5389, Кизляр)
- 378-й отдельный Краснознаменный батальон оперативного назначения Росгвардии (в/ч 3219, Лабинск)
- 380-й отдельный батальон материального обеспечения Росгвардии (в/ч 6820, Краснодар)
- 383-й отдельный батальон оперативного назначения Росгвардии (в/ч 3724, с. Октябрьское)
- 388-й отдельный батальон Росгвардии (в/ч 3494, рп. Эльбан)
- 4-й отдельный артиллерийский Новгородский дивизион Росгвардии (в/ч 5382, п. Казачьи Лагери)
- 4-я отдельная рота РХБ защиты ОДОН Росгвардии (в/ч 3401, Балашиха)
- 406-й отдельный специальный моторизованный Минский ордена Красной Звезды батальон Росгвардии (в/ч 2659, Калининград)
- 424-й отдельный батальон оперативного назначения Росгвардии (в/ч 2671, п. Ханкала)
- 428-й отдельный батальон Росгвардии (в/ч 3730, Казань)
- 434-й отдельный батальон Росгвардии (в/ч 6891, Котовск)
- 441-й отдельный батальон обеспечения ОДОН Росгвардии (в/ч 6909, Балашиха)
- 447-й отдельный батальон Росгвардии (в/ч 3651, п. Дубровка)
- 58-й батальон Росгвардии (в/ч 6944, Санкт-Петербург)
- 60-й отдельный ордена Красной Звезды батальон обеспечения деятельности Росгвардии (в/ч 7427, Пятигорск)
- 641-я специальная комендатура Росгвардии (в/ч 3537, Билибино)
- 66-й отдельный батальон Росгвардии (в/ч 3559, Дубна)
- 67-й отдельный батальон Росгвардии (в/ч 3512, п. Оболенск)
- 7-я отдельная авиационная эскадрилья Росгвардии (в/ч 3693, Пушкин)
- 71-й отдельный батальон Росгвардии (в/ч 3527, Курчатов)
- 739-й отдельный специальный моторизованный батальон Росгвардии (в/ч 6575, Ижевск); расформирована 18 декабря 2017
- 748-й отдельный батальон оперативного назначения Росгвардии (в/ч 6912, Хабаровск)
- 750-й отдельный специальный моторизованный батальон Росгвардии (в/ч 6918, Евпатория)[39]
- 752-й отдельный инженерно-сапёрный батальон ОДОН Росгвардии (в/ч 6923, Балашиха)
- 925-й отдельный батальон Росгвардии (в/ч 3475, Зеленогорск)
- 928-й отдельный батальон Росгвардии (в/ч 3498, Миасс)
- Батальон связи Росгвардии (в/ч 3034, Ростов-на-Дону)
- Батальон Росгвардии по охране важных государственных объектов (в/ч 3479, Воткинск)
- Отдельный батальон Росгвардии (в/ч 3667, п. Персиановский)
- Отдельный батальон Росгвардии (в/ч 3684, Балаково)
- Отдельный батальон Росгвардии (в/ч 3796, Саров)
- Отдельный батальон Росгвардии (в/ч 6790, Грозный)
- Отдельный батальон Росгвардии (в/ч 6819, п. Зелёный)
- Отдельный батальон Росгвардии (в/ч 6898, Москва)
- Гарнизонная квартирно-эксплуатационная часть ОДОН Росгвардии (в/ч 3492, Балашиха)
- Калужский отдельный центр подготовки личного состава Росгвардии (в/ч 6681, Калуга)
- Отдельный артиллерийский батальон Росгвардии (в/ч 6904, ст. Шелковская)
- Отдельный батальон охраны и обеспечения (ОБОО) Росгвардии (в/ч 6717, Санкт-петербург)
- Отдельный батальон охраны и обеспечения Росгвардии (в/ч 2668, Новосибирск)
- Отдельный батальон Росгвардии (в/ч 3433, Каменск-Шахтинский)
- Отдельный батальон Росгвардии (в/ч 3677, Нововоронеж)
- Отдельный батальон Росгвардии (в/ч 6901, Курск)
- Отдельный батальон Росгвардии (в/ч 6911, п. Горный)
- Отдельный батальон Росгвардии (в/ч 6913, Махачкала)
- Отдельный батальон связи ОДОН Росгвардии (в/ч 3128, Балашиха)
- Отдельный батальон связи Росгвардии (в/ч 3775, Хабаровск)
- Отдельный медико-санитарный батальон ОДОН Росгвардии (в/ч 3532, Балашиха)
- Отдельный ремонтно-восстановительный батальон ОДОН Росгвардии (в/ч 3187, Балашиха)
- Отдельный ремонтно-восстановительный батальон Росгвардии (в/ч 3658, п. Персиановский); расформирована 8 февраля 2024
- Специальный моторизованный батальон Росгвардии (в/ч 6919, п. Гаспра)
- Учебный кинологический центр Приволжского округа Росгвардии (в/ч 6900, п. Расково)

### Морские воинские части войск национальной гвардии
- 1-й морской отряд Росгвардии (в/ч 3800, Хабаровск)
- 2-й морской отряд Росгвардии (в/ч 3798, Мурманск)
- 31-й отдельный морской учебный центр Росгвардии (в/ч 7628, Северобайкальск)
- 32-й морской отряд Росгвардии (в/ч 6777, Озерск)
- 39-й морской отряд Росгвардии (в/ч 6942, Керчь)[40]
- Рота сторожевых катеров (в/ч 3705, Сосновый Бор) — охрана Ленинградской атомной электростанции (в составе полка)

### Авиационные воинские части войск национальной гвардии
- 70-й отдельный смешанный авиационный полк особого назначения ВНГ РФ (в/ч 3694, Калужская область, п. Ермолино)
- 303-й отдельный смешанный авиационный полк особого назначения ВНГ РФ (в/ч 3553, Московская область, аэр. Чкаловский)
- 675-й отдельный смешанный авиационный полк ВНГ РФ (в/ч 3797, Нижегородская область, с. Ближнее Борисово)
- 685-й отдельный смешанный авиационный полк особого назначения (в/ч 3686, Ростов-на-Дону)
- 142-й отдельный смешанный авиационный полк (в/ч 5592, Республика Северная Осетия — Алания, Моздок)
- 1-я отдельная авиационная эскадрилья ВНГ РФ (в/ч 3524, Хабаровск)
- 2-я отдельная авиационная эскадрилья ВНГ РФ (в/ч 3543, Иркутск)
- 6-я отдельная авиационная эскадрилья специального назначения ВНГ РФ (в/ч 3692, Краснодар)
- 7-я отдельная авиационная эскадрилья ВНГ РФ (в/ч 3693, ш. Волхонское)
- 8-я отдельная авиационная эскадрилья ВНГ РФ (в/ч 3731, п. Прибрежный)
- 9-я отдельная авиационная эскадрилья ВНГ РФ (в/ч 3732, Екатеринбург)
- 10-я отдельная авиационная эскадрилья ВНГ РФ (в/ч 3733, Новосибирск)
- 11-я отдельная смешанная авиационная эскадрилья специального назначения ВНГ РФ (в/ч 3734, Воронеж)
- 15-я ОАЭСН ВНГ РФ (в/ч н/д, Ставрополь)
- АОСН по Ставропольскому краю, г. Ставрополь
- АОСН по Республике Дагестан, г. Махачкала
- АОСН по Кабардино-Балкарской Республике, г. Нальчик
- АОСН по Чеченской Республике, г. Грозный
- АОСН «Ястреб» ЦСН СР
- АОСН по Мурманской области, г. Мурманск
- АОСН по г. Санкт-Петербургу и Ленинградской области, г. Санкт-Петербург
- АОСН по г. Москва, г. Москва
- АОСН по Московской области, г. Котельники
- АОСН по Московской области, г. Байконур (Республика Казахстан)
- АОСН по Калининградской области, г. Калининград
- АОСН по Воронежской области, г. Воронеж
- АОСН по Республике Крым, г. Симферополь
- АОСН по Краснодарскому краю, г. Краснодар
- АОСН по Республике Адыгея, г. Майкоп
- АОСН по Республике Ингушетия, г. Магас
- АОСН по Ростовской области, г. Ростов-на-Дону
- АОСН по Карачаево-Черкесской Республике, г. Черкесск
- АОСН по Республике Северная Осетия-Алания, г. Владикавказ
- АОСН по Нижегородской области, г. Нижний Новгород
- АОСН по Астраханской области, г. Астрахань
- АОСН по Самарской области, г. Самара
- АОСН по Республике Татарстан, г. Казань
- АОСН по Пермскому краю, г. Пермь
- АОСН по Республике Башкортостан, г. Уфа
- АОСН по Свердловской области, г. Екатеринбург
- АОСН по Челябинской области, г. Челябинск
- АОСН по Тюменской области, г. Тюмень
- АОСН по Омской области, г. Омск
- АОСН по Новосибирской области, г. Новосибирск
- АОСН по Кемеровской области, г. Кемерово
- АОСН по Алтайскому краю, г. Барнаул
- АОСН по Красноярскому краю, г. Красноярск
- АОСН по Республике Хакасия, г. Абакан
- АОСН по Республике Тыва, г. Кызыл
- АОСН по Республике Саха (Якутия), г. Якутск
- АОСН по Забайкальскому краю, г. Чита
- АОСН по Амурской области, г. Благовещенск
- АОСН по Хабаровскому краю, г. Хабаровск
- АОСН по Приморскому краю, г. Владивосток
- АОСН по Камчатскому краю, г. Петропавловск-Камчатский
- АОСН по Чукотскому автономному округу, г. Анадырь
- АОСН по Сахалинской области, г. Южно-Сахалинск

### Медицинские учреждения войск национальной гвардии
- 1-й военный госпиталь Росгвардии (в/ч 3057, Новочеркасск)
- 2-й военный клинический госпиталь Росгвардии (в/ч 3726, Пятигорск)
- 3-й военный госпиталь Росгвардии (в/ч 5565, Санкт-Петербург)
- 4-й военный госпиталь Росгвардии (в/ч 3713, Киров)
- 5-й военный клинический госпиталь Росгвардии (в/ч 3055, Екатеринбург)
- 6-й военный госпиталь Росгвардии (в/ч 5567, Новосибирск)
- 7-й военный клинический госпиталь Росгвардии (в/ч 5568, Хабаровск)
- 7-й клинико-диагностический центр (КДЦ) Росгвардии (в/ч 6892, Москва)

### Формирования специального назначения
- Центры
  1. 604-й центр специального назначения — сформирован в 2008 году в составе ОДОН путём объединения 6-го ОСН «Витязь» и 8-го ОСН «Русь», правопреемник УРСН (в/ч 3179, Балашиха)
  2. 607-й центр специального назначения — сформирован в 2018 году путём объединения 17-го отряда специального назначения «Авангард» (бывш. Эдельвейс) и 242-го отдельного разведывательного батальона (Зеленокумск). Расположен в г. Железноводск.
  3. 606-й центр специального назначения — сформирован в 2018 году путём объединения 34-го отряда специального назначения «Скиф» и отдельного разведывательного батальона 46-й ОБрОН. Расположен в г. Грозный.
- Отдельные отряды
  1. 7-й отряд специального назначения «Росич» (Новочеркасск)
  2. 12-й отряд специального назначения «Урал» (Нижний Тагил)
  3. 15-й отряд специального назначения «Вятич» (Армавир)
  4. 19-й отряд специального назначения «Ермак» (Новосибирск)
  5. 21-й отряд специального назначения «Тайфун» (Хабаровск)
  6. 23-й отряд специального назначения «Оберег» (Челябинск)
  7. 25-й отряд специального назначения «Меркурий» (Смоленск)
  8. 26-й отряд специального назначения «Барс» (Казань)
  9. 27-й отряд специального назначения «Кузбасс» (Кемерово)
  10. 28-й отряд специального назначения «Ратник» (Архангельск)
  11. 29-й отряд специального назначения «Булат» (Уфа)
  12. 30-й отряд специального назначения «Святогор» (Ставрополь)
  13. 33-й отряд специального назначения «Пересвет» (Москва)
  14. 35-й отряд специального назначения «Русь» (Симферополь)
  15. 40-й отряд специального назначения «Ирбис» (Дагестан)
  16. Отдельный взвод специального назначения «Росомаха» (Железногорск)
- Отдельные бригады
  1. 115-я отдельная бригада специального назначения[41] (115-я ОБрСпН) (в/ч 6942, Керчь).

В задачи центра и отрядов входит проведение антитеррористических мероприятий в зоне оперативного обслуживания, поиск и ликвидация незаконных вооружённых формирований, ликвидация массовых беспорядков, задержание особо опасных преступников, освобождение заложников. В задачи 115-й бригады входит охрана Крымского моста.

### Учебные заведения войск национальной гвардии
- Новосибирский военный институт войск национальной гвардии имени генерала армии И. К. Яковлева
- Пермский военный институт войск национальной гвардии
- Санкт-Петербургский военный институт войск национальной гвардии
- Саратовский военный институт войск национальной гвардии
- Московское президентское кадетское училище имени М. А. Шолохова
- Екатеринбургский кадетский корпус войск национальной гвардии РФ[42]
- Пермское Президентское кадетское училище войск национальной гвардии РФ имени Героя России Фёдора Кузьмина[43]

Также в Военном университете Минобороны России существует факультет, готовящий офицеров для войск национальной гвардии Российской Федерации.
Подготовка артиллеристов для войск национальной гвардии Российской Федерации осуществляется в Михайловской военной артиллерийской академии.
Также существует факультет «Тактика и оперативное искусство войск национальной гвардии» в Военном учебно-научном центре Сухопутных войск «Общевойсковая академия Вооружённых Сил Российской Федерации», который готовит офицеров войск национальной гвардии Российской Федерации.

## Личный состав
В Войсках национальной гвардии предусматриваются:
- военная служба;
- правоохранительная служба в Войсках национальной гвардии Российской Федерации (сотрудники имеющие специальные звания полиции);
- государственная гражданская служба.

Личный состав войск национальной гвардии включает в себя:
- военнослужащих;
- сотрудников;
- лиц гражданского персонала (федеральных государственных гражданских служащих и работников) войск национальной гвардии.

Комплектование Войск национальной гвардии осуществляется в соответствии с законодательством Российской Федерации:
- военнослужащими — путём призыва граждан Российской Федерации на военную службу по экстерриториальному принципу, и путём добровольного поступления граждан Российской Федерации на военную службу по контракту;
- сотрудниками — путём добровольного поступления граждан Российской Федерации на службу в Войска национальной гвардии;
- федеральными государственными гражданскими служащими;
- работниками.

## Звания военнослужащих войск национальной гвардии
Воинские звания присваиваются военнослужащим войсковых частей и соединений Федеральной службы войск национальной гвардии проходящим службу по контракту и назначенным на должности рядового, сержантского состава, а также на должности прапорщиков и офицеров.
| Рядовые | Рядовые  | Сержанты        | Сержанты | Сержанты        | Сержанты | Прапорщики | Прапорщики        |
| ------- | -------- | --------------- | -------- | --------------- | -------- | ---------- | ----------------- |
|         |          |                 |          |                 |          |            |                   |
| Рядовой | Ефрейтор | Младший сержант | Сержант  | Старший сержант | Старшина | Прапорщик  | Старший прапорщик |

| Младшие офицеры | Младшие офицеры   | Младшие офицеры | Старшие офицеры | Старшие офицеры | Старшие офицеры | Высшие офицеры | Высшие офицеры    | Высшие офицеры    | Высшие офицеры |
| --------------- | ----------------- | --------------- | --------------- | --------------- | --------------- | -------------- | ----------------- | ----------------- | -------------- |
|                 |                   |                 |                 |                 |                 |                |                   |                   |                |
| Лейтенант       | Старший лейтенант | Капитан         | Майор           | Подполковник    | Полковник       | Генерал-майор  | Генерал-лейтенант | Генерал-полковник | Генерал армии  |

Кроме того, в морских воинских частях Росгвардии военнослужащим присваиваются корабельные воинские звания.

## Вооружение и оснащение

Нагрудный знак Росгвардии

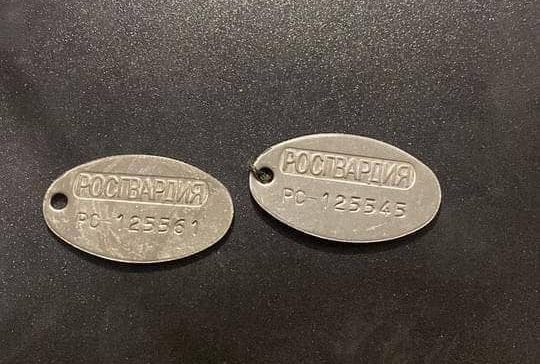
Жетоны военнослужащих Росгвардии

## Форма одежды и знаки
С 2018 года для военнослужащих Росгвардии введена новая камуфлированная полевая форма «Мох». Для сотрудников, имеющих специальные звания полиции, военнослужащих СМВЧ, введена форма, камуфлированная, синего цвета «Точка». Для подразделений ОМОН введена форма «Мох-2». Для подразделений СОБР введена форма «Мох-3»

## Символ и флаг
Флаг и шеврон войск национальной гвардии использует в своей символике лапчатый крест, используемый в средние века рыцарями тамплиеров.
20 декабря 2016 года Президент утвердил геральдический знак — эмблему, знамя и флаг Войск национальной гвардии Российской Федерации.
Геральдический знак — эмблема представляет собой увенчанного короной золотого (серебряного) двуглавого орла с распростёртыми крыльями, держащего в лапах скрещённые мечи с серебряными клинками. На груди орла — треугольный щит с закруглённой верхней частью. В краповом поле щита — всадник, поражающий копьём дракона. Щит окован серебром с золотыми скрепами.
Флаг Войск национальной гвардии Российской Федерации представляет собой прямоугольное двустороннее белое полотнище с наложенным на всю площадь флага краповым четырёхконечным крестом с расширяющимися концами. В центре полотнища расположен геральдический знак — эмблема войск национальной гвардии Российской Федерации. Отношение ширины флага к его длине — 2:3. Отношение ширины эмблемы к длине флага — 1:2.

## Гендерная дискриминация
В 2018 году пять девушек из Тольятти, ссылаясь на 19 статью Конституции России, в которой гарантируется равенство прав и свобод человека и гражданина независимо от пола и международную практику Армии Израиля и Норвегии, в которых женщины проходят срочную военную службу, предприняли попытку оспорить в суде секретный приказ министра обороны от 24 апреля 2017 года № 025 и секретный приказ директора Росгвардии от 11 июля 2016 года № 01 «Об утверждении перечня воинских должностей, замещаемых солдатами …», запрещающие лицам женского пола замещать востребованные воинские должности по контракту: стрелок, снайпер, водитель, механик, танкист, артиллерист. Ответчиками были заявлены Министерство обороны России и Росгвардия. Судебный «марш-бросок» девушек получил широкое освещение на федеральных телеканалах НТВ, 5 канал, 360, Мир, Дождь. Сами ответчики назвали судебную попытку девушек «агрессивным феминизмом».
Через год в 2019 году Верховный Суд России с третьей попытки принял иск Яны Сургаевой. Однако по результату рассмотрения закрытого судебного дела 22 августа 2019 года суд отказал девушке в праве служить на боевых должностях в армии.

## В филателии
В 2021 году Почтой России был выпущен почтовый блок, посвященный Федеральной службе войск национальной гвардии Российской Федерации, а также почтовый блок в честь 100-летия Центральному Оршанско-Хинганскому Краснознаменному округу войск национальной гвардии Российской Федерации.

В 2024 году Почтой России были выпущены марки, посвященные профессиям сотрудников Федеральной службы войск национальной гвардии Российской Федерации.

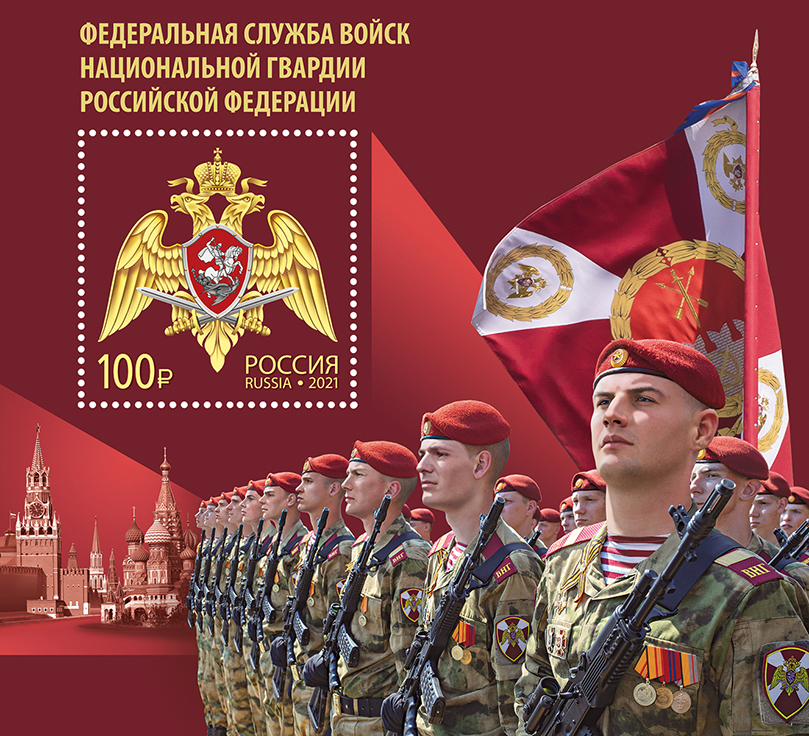
Федеральная служба войск национальной гвардии Российской Федерации
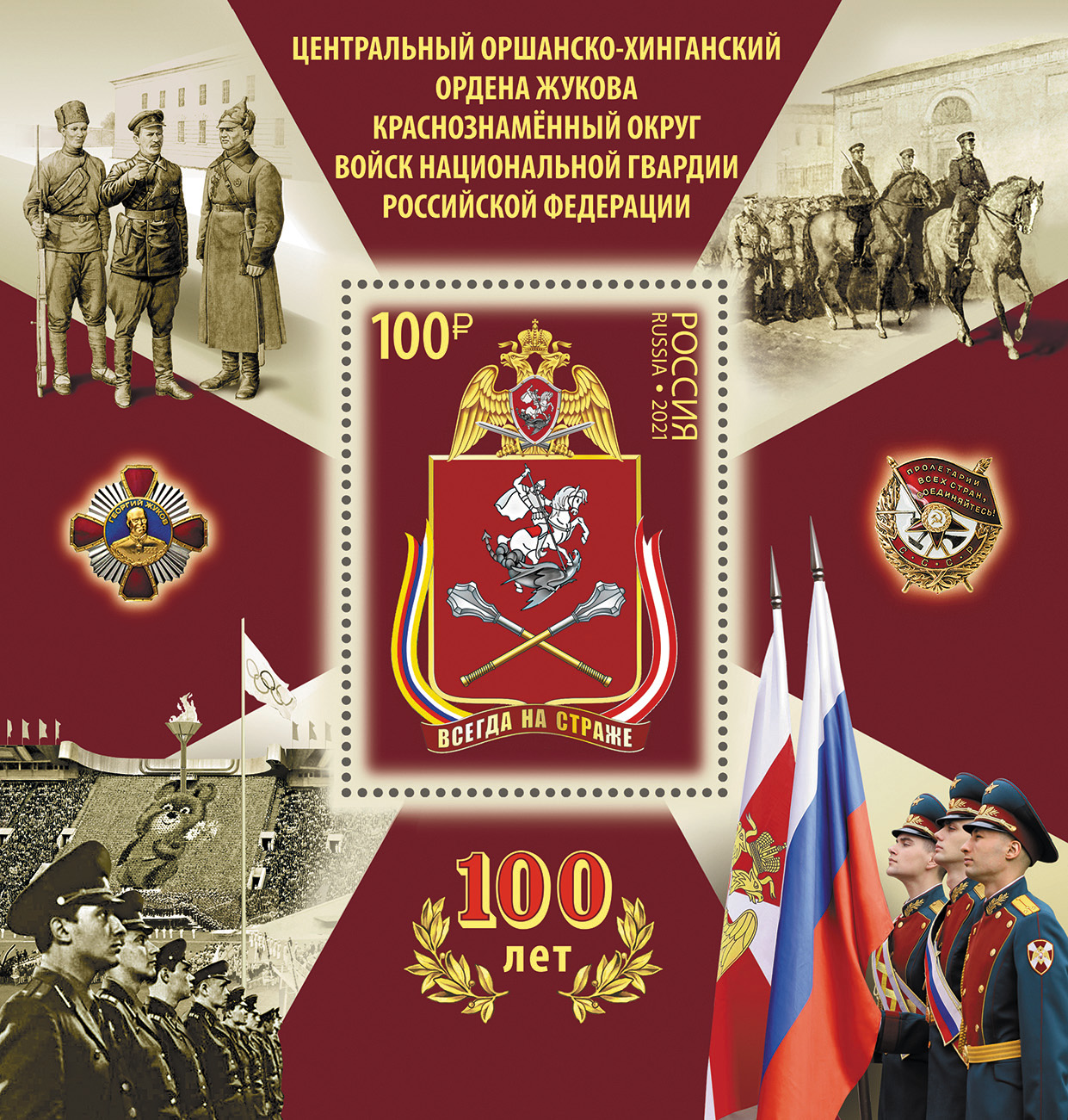
100 лет Центральному Оршанско-Хинганскому Краснознаменному округу войск национальной гвардии Российской Федерации
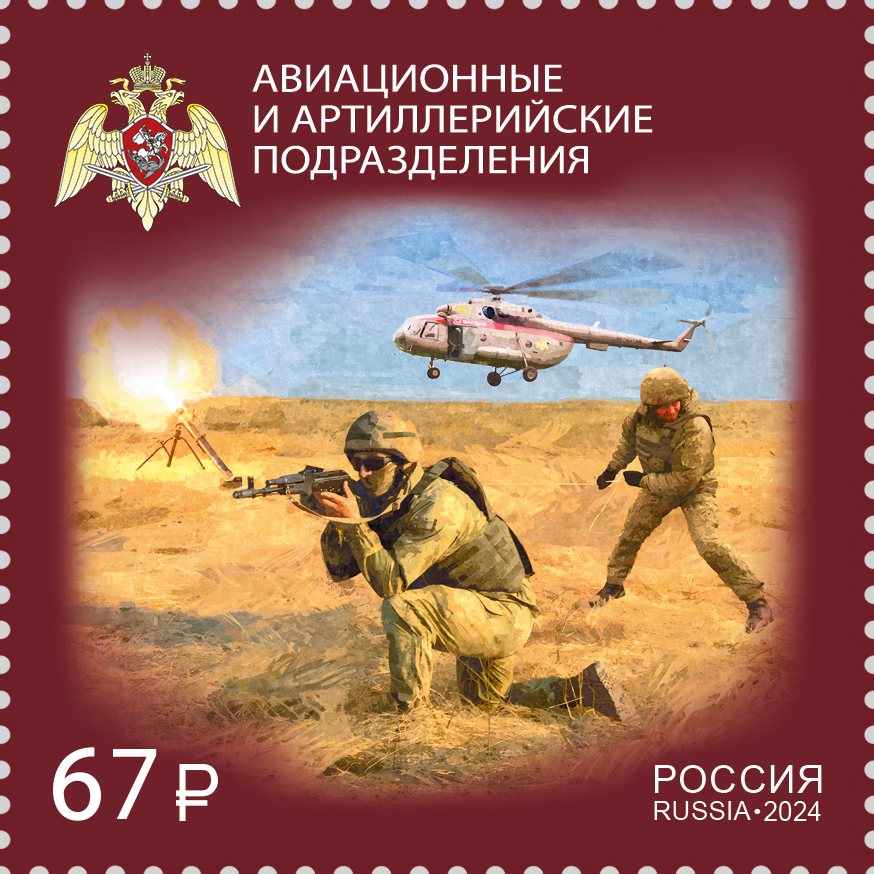
Авиационные и артиллерийские подразделения
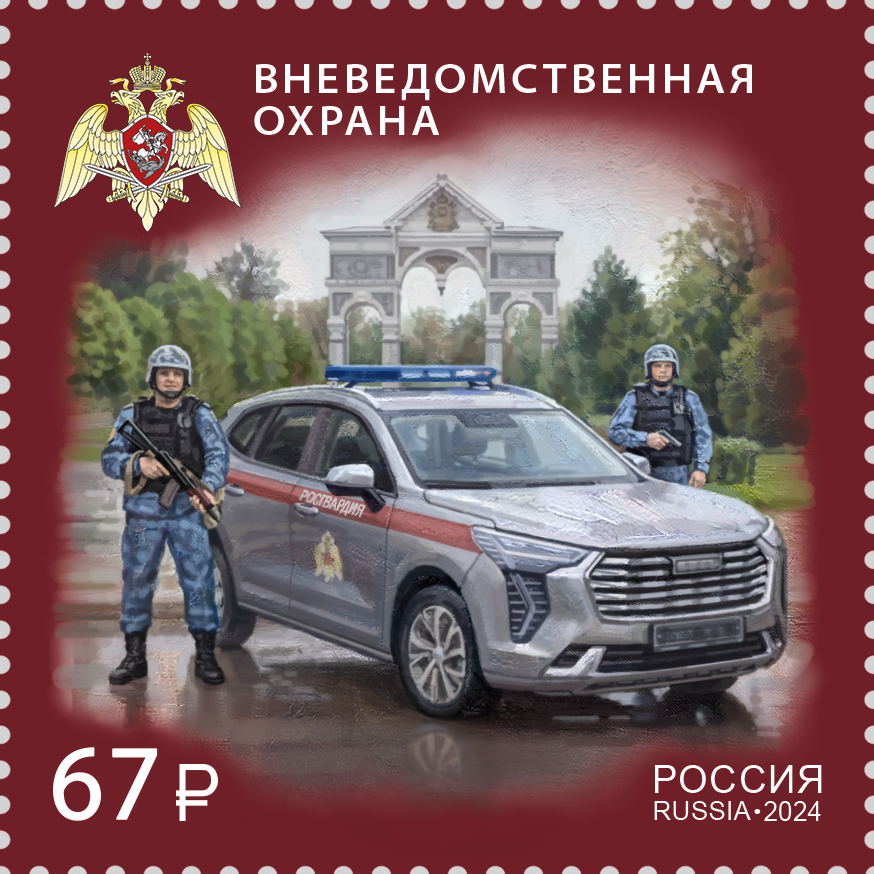
Вневедомственная охрана
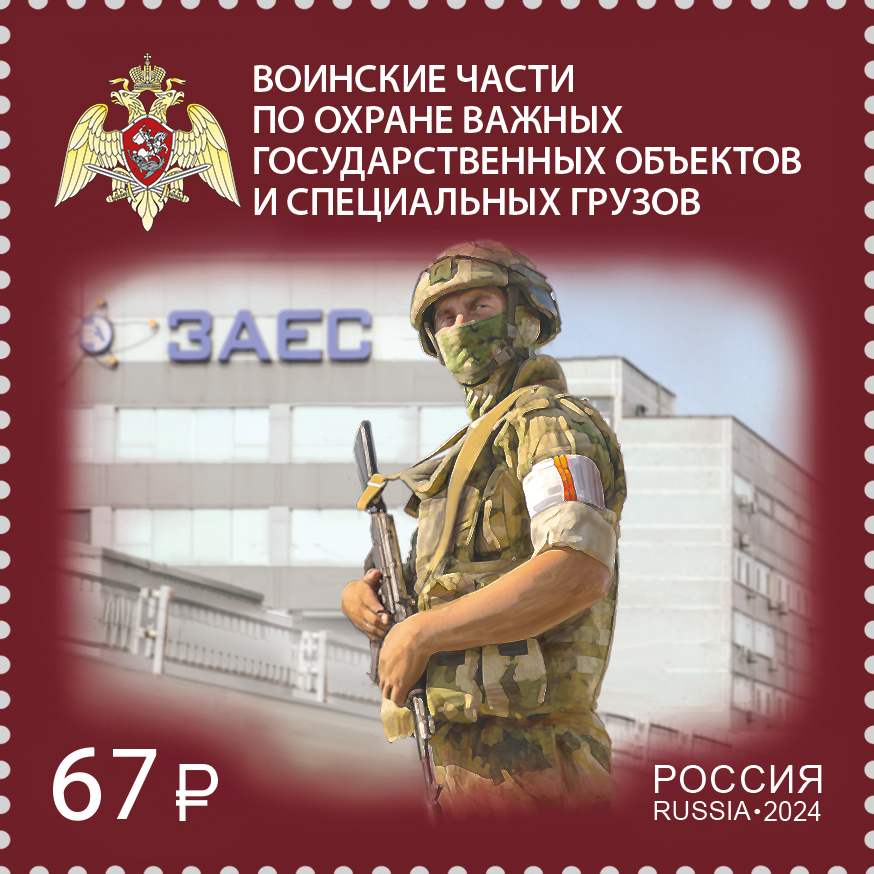
Воинские части по охране важных государственных объектов и специальных грузов
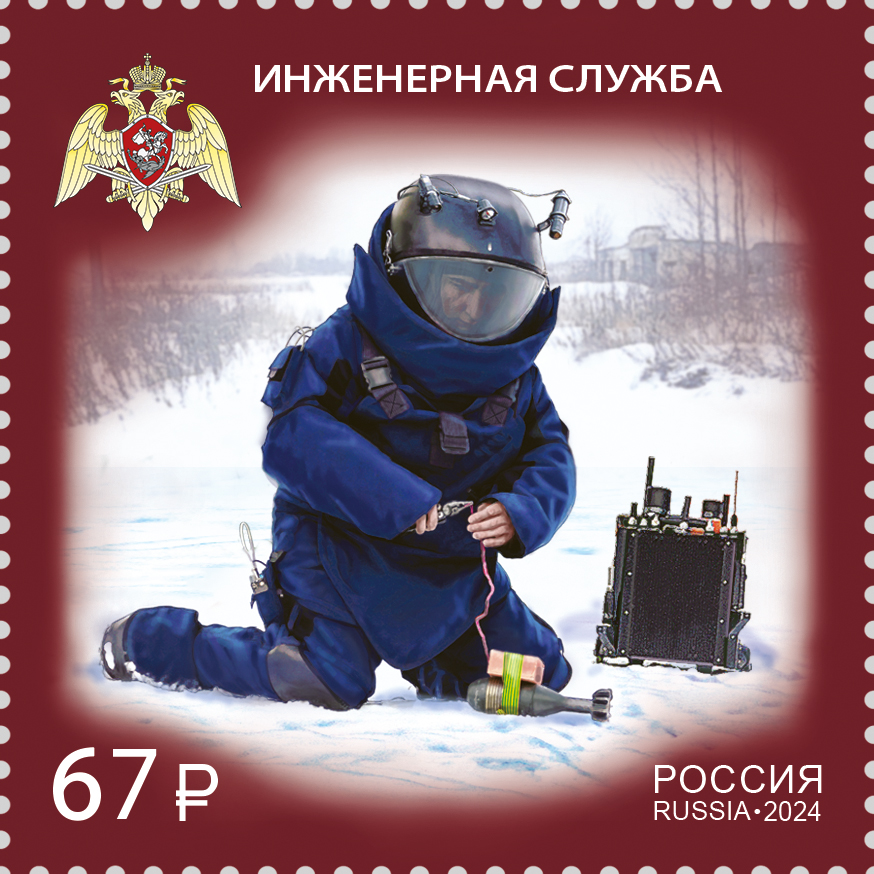
Инженерная служба
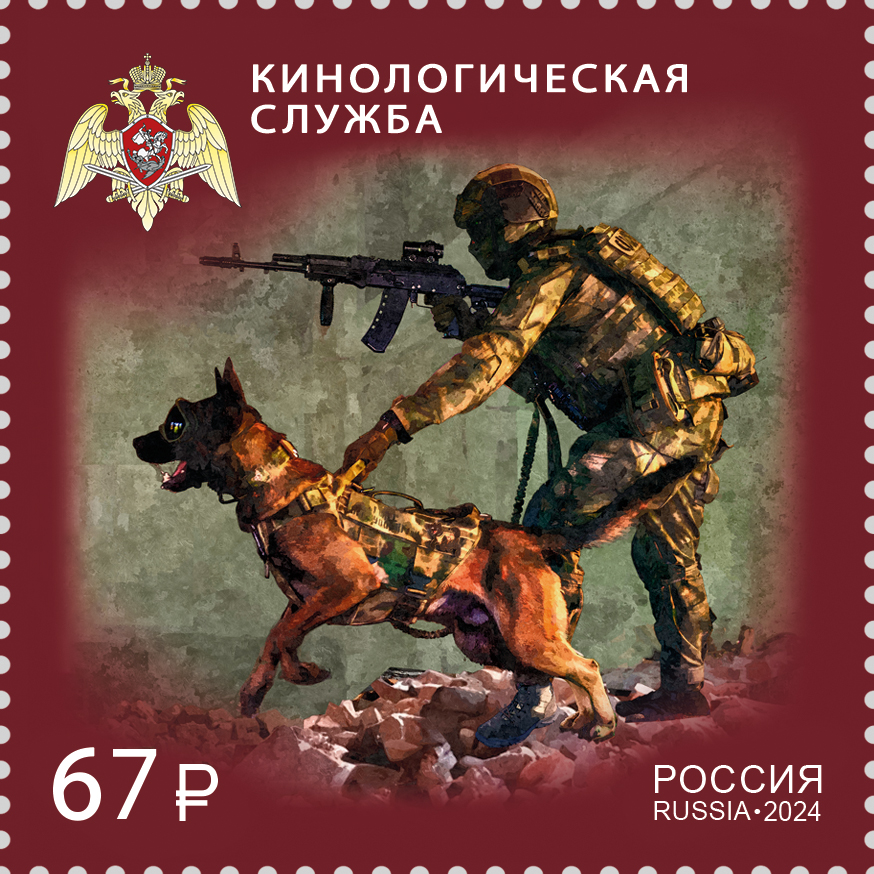
Кинологическая служба
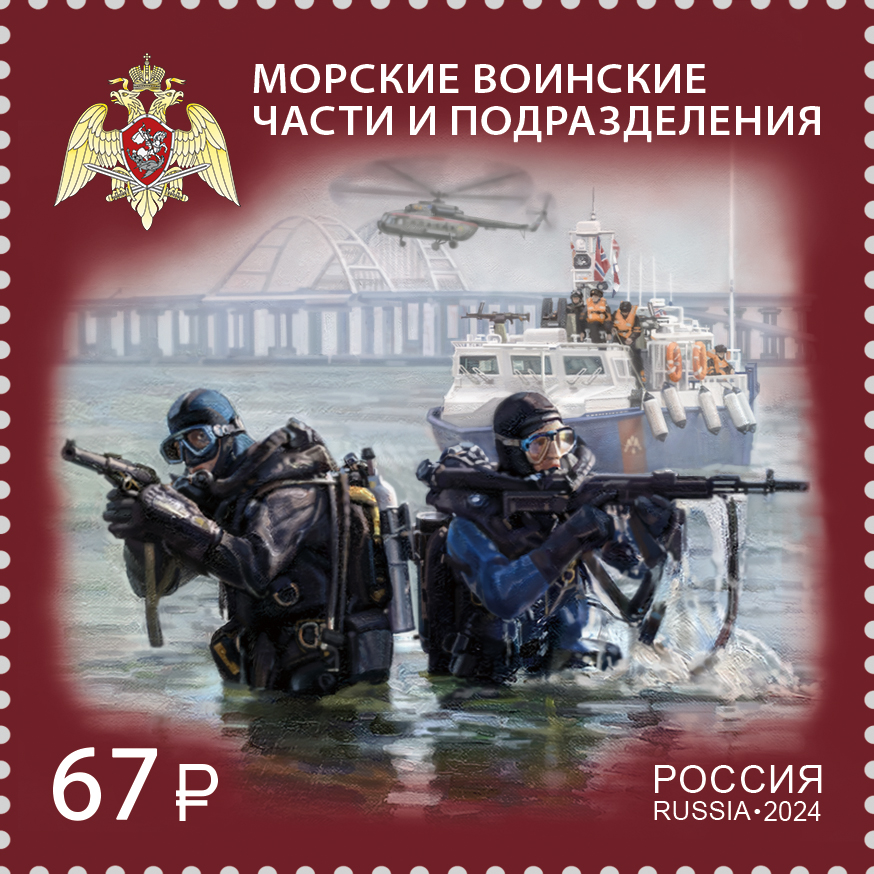
Морские воинские части и подразделения
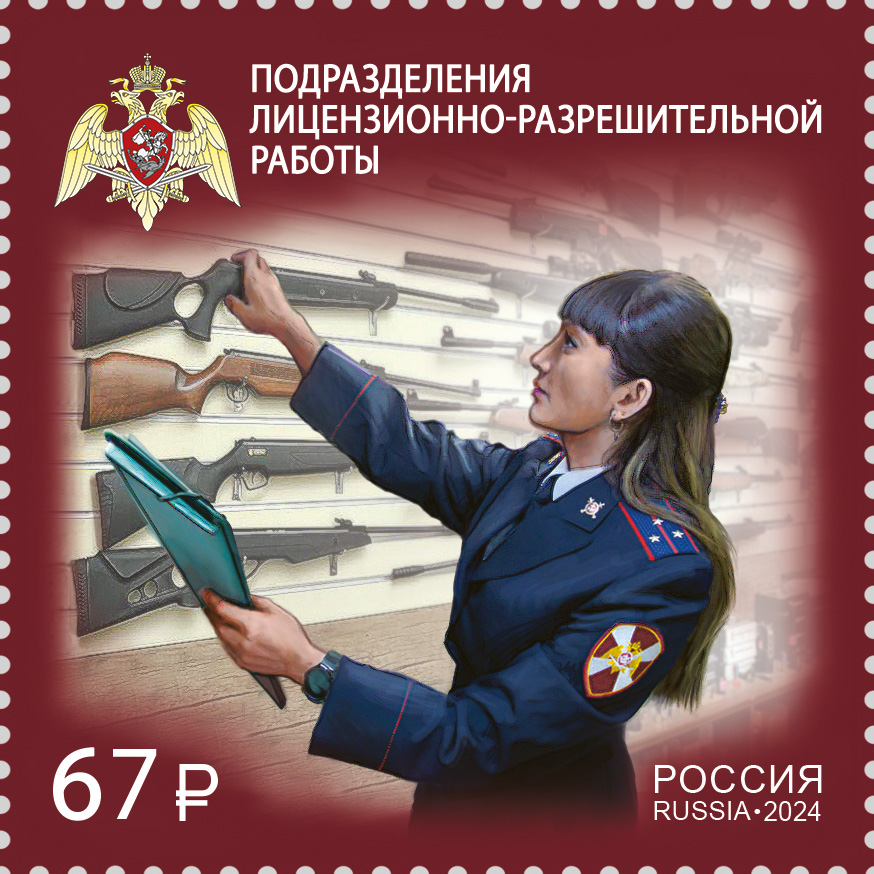
Подразделения лицензионно-разрешительной работы
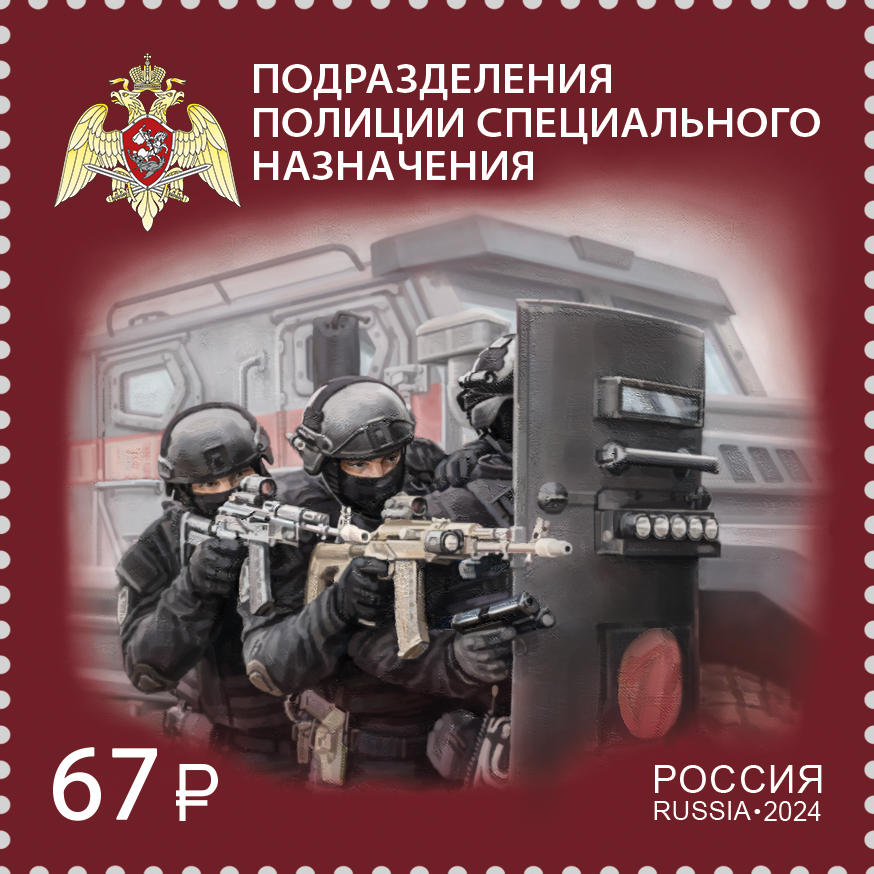
Подразделения полиции специального назначения
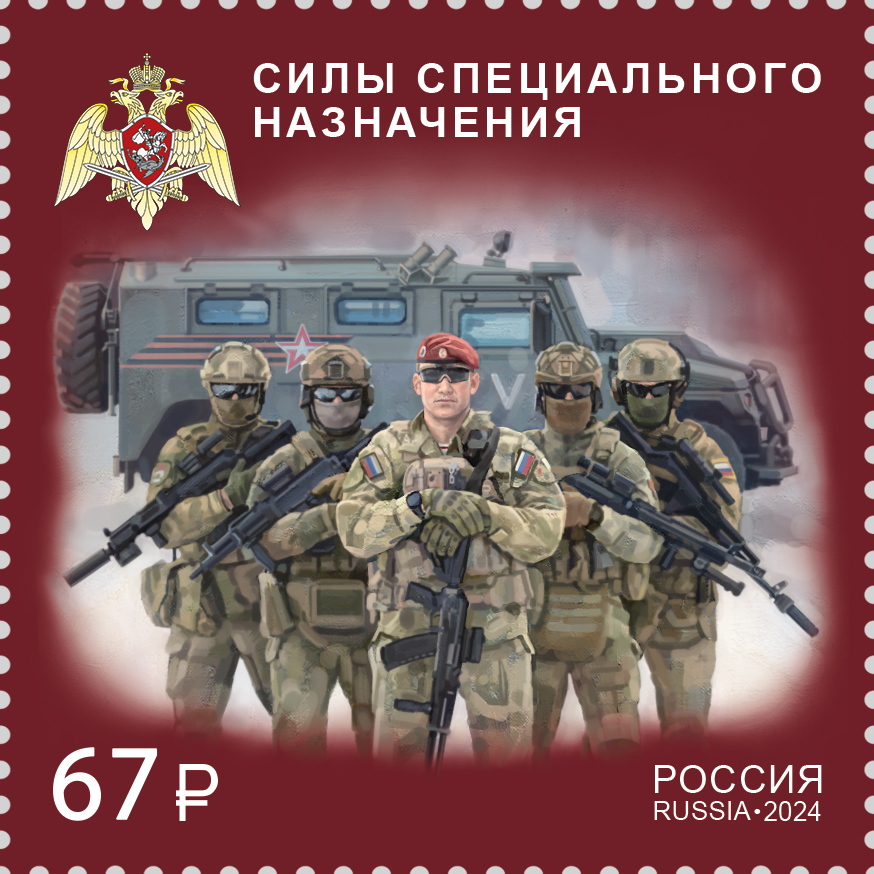
Силы специального назначения
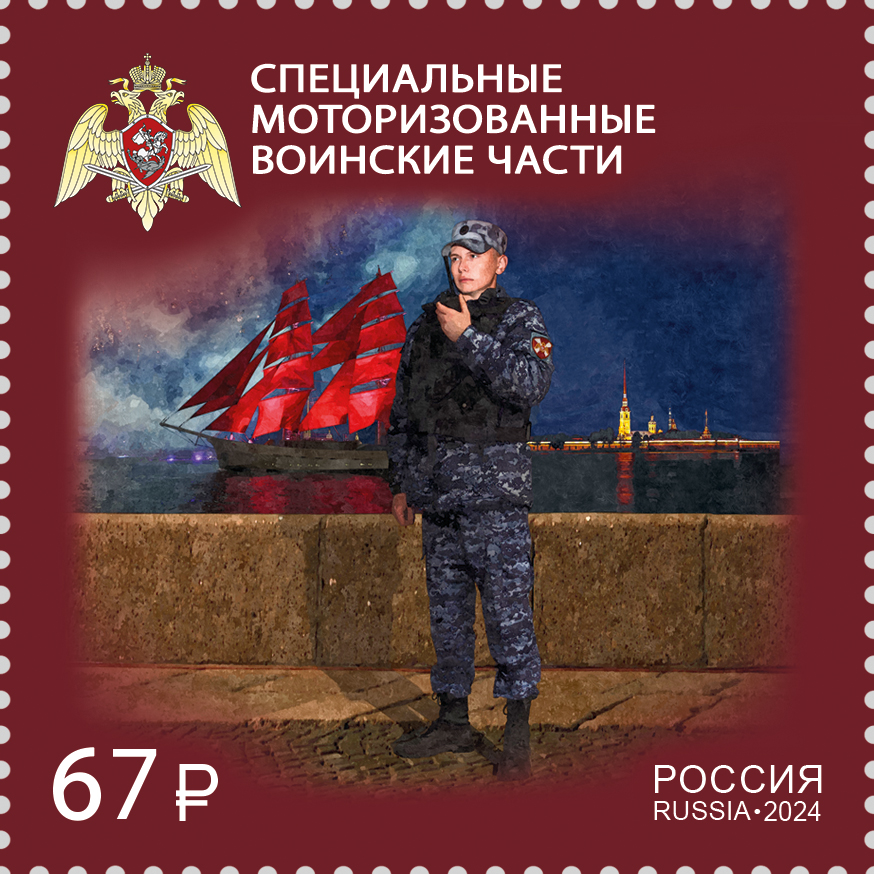
Специальные моторизованные воинские части